# Tunicotheres moseri
Tunicotheres moseri är en kräftdjursart som först beskrevs av M. J. Rathbun 1918.  Tunicotheres moseri ingår i släktet Tunicotheres och familjen Pinnotheridae. Inga underarter finns listade i Catalogue of Life.